# ألفونسو لورينزو
ألفونسو لورينزو (بالإسبانية: Alfonso Lorenzo)‏ لاعب كرة قدم أرجنتيني راحل كان يجيد اللعب في خط الوسط.
لعب طوال مسيرته الرياضية في نادي باراكاس سينترال.
شارك مع منتخب الأرجنتين في بطولة كأس العالم 1934 في إيطاليا حيث خرج من الدور الثمن النهائي.

## وصلات خارجية
- ألفونسو لورينزو على موقع الاتحاد الدولي (مؤرشف)  (الإنجليزية)
- ألفونسو لورينزو على موقع عالم كرة القدم.نت (الإنجليزية)
- هذا سيرة ذاتية